# لانيون
لانيون (بالفرنسية: Lannion)‏ مدينة فرنسية تقع في إقليم كوت درمور في منطقة بريتاني شمال غرب فرنسا.

## توأمة
للانيون اتفاقيات توأمة مع كل من:
- Caerphilly [الإنجليزية]‏
- غونتسبورغ
- Viveiro [الإنجليزية]‏

## أعلام
- جون ليجراند بون
- سلفان ديدوت
- كريستوف لو ميفيل
- جوناثان مارك
- جان سيريل روبن